# Acartauchenius insigniceps
Acartauchenius insigniceps é uma espécie de aranhas da família Linyphiidae encontradas na Argélia, no Marrocos e na Tunísia. Foi descrita pela primeira vez em 1894.